# بخش چمولی
بخش چمولی (به انگلیسی: Chamoli district) یک بخش در هند است که در اوتاراکند واقع شده‌است. بخش چمولی ۷٬۶۲۶ کیلومتر مربع مساحت و ۳۷۰٬۳۵۹ نفر جمعیت دارد.